# Terytoria Północno-Zachodnie
Terytoria Północno-Zachodnie (ang. Northwest Territories, NWT, fr. Territoires du Nord-Ouest, TNO) – terytorium Kanady leżące w środkowej części północnych obszarów kraju. Graniczy z terytoriami Jukon na zachodzie i Nunavut na wschodzie oraz z prowincjami: Kolumbia Brytyjska, Alberta i Saskatchewan. Północną granicą terytorium są wybrzeża Morza Arktycznego. W skład terytorium wchodzi także szereg wysp, w tym część wyspy Wiktorii, Wyspa Banksa i wiele pomniejszych. Teoretycznie też należy do niego trójkąt zawarty pomiędzy południkami, z wierzchołkiem na biegunie północnym.
W Terytoriach Północno-Zachodnich obowiązuje dziewięć języków oficjalnych – obok angielskiego i francuskiego, siedem regionalnych języków indiańskich.
Ze względu na wiele bogactw naturalnych (m.in. złoto, diamenty, gaz ziemny) oraz niską gęstość zaludnienia (nieco ponad 42 000 osób na obszarze ponad czterokrotnie większym od powierzchni Polski) Terytoria Północno-Zachodnie są najbogatszą częścią Kanady. Produkt terytorialny brutto na jednego mieszkańca wynosi 94 953 CAD, co czyni Terytoria najzamożniejszym miejscem na Ziemi. Jeżeli traktować je jako osobne państwo, zajmowałyby na świecie pierwsze miejsce, przed Luksemburgiem, którego PKB w przeliczeniu wynosi 83 000 CAD na mieszkańca.

## Geografia
Oficjalna mapa Terytoriów Północno-Zachodnich: Mapa NWT
Fizyczna mapa Terytoriów Północno-Zachodnich: Mapa NWT

### Ukształtowanie powierzchni
Niemal całą współczesną powierzchnię Terytoriów zajmuje rozległa tundrowa nizina. Jedynie wzdłuż granicy z Jukonem rozciąga się pasmo górskie Mackenzie Mountains z najwyższym szczytem – Mount Sir James MacBrien wznoszący się na wysokość 2762 m n.p.m.

### Wody śródlądowe
Dwunastoprocentowy udział wód śródlądowych w ogólnej powierzchni Terytoriów Północno-Zachodnich świadczy o roli wód powierzchniowych w tutejszym krajobrazie. Ogromny udział powierzchniowy mają rozległe jeziora Wielkie Jezioro Niedźwiedzie i Wielkie Jezioro Niewolnicze. Obok nich znajdują się w nich tysiące średnich i małych jezior oraz wiele rzek. Największą rzeką terytorium, a zarazem i największą rzeką kanadyjskiej północy jest rzeka Mackenzie, której ujście znajduje się na północnym zachodzie obszaru.

### Klimat
W Terytoriach panuje klimat subarktyczny. Średnia temperatura utrzymuje się powyżej +10 °C jedynie przez cztery miesiące roku. Średnia temperatura w lipcu, najcieplejszym miesiącu roku, wynosi +14 °C. W pogodne dni lipca temperatura w słońcu może osiągnąć nawet +30 °C. Poza kołem polarnym na przemian panuje dzień polarny i noc polarna. Długie zimy rozpoczynające się już w październiku i trwające do maja są bardzo zimne. Temperatury utrzymują się w zakresie od -20 °C do -30 °C. Zważywszy jednak na silne północne wiatry temperatury odczuwane są dużo niższe. Niewielkie opady powodują, że średnia pokrywa śnieżna wynosi zaledwie 50 do 70 cm, znacznie mniej niż w wielu rejonach Kanady położonych znacznie dalej na południe.

### Zasoby naturalne
W Terytoriach znajdują się znaczne zasoby ropy naftowej i gazu ziemnego. Ważnym bogactwem terytorium są złoża diamentów, złota, platyny i srebra. Zasoby naturalne prowincji są głównym źródłem jej bogactwa.

### Miejscowości
Kanadyjski urząd statystyczny (Statistics Canada) wyszczególnia cztery skupiska ludności (ang. population centres, fr. centres de population) na terenie prowincji (w nawiasach liczba ludności w 2021 roku):
- Yellowknife (19 673)
- Inuvik (3001)
- Hay River (2380)
- Fort Smith (1749)

## Historia

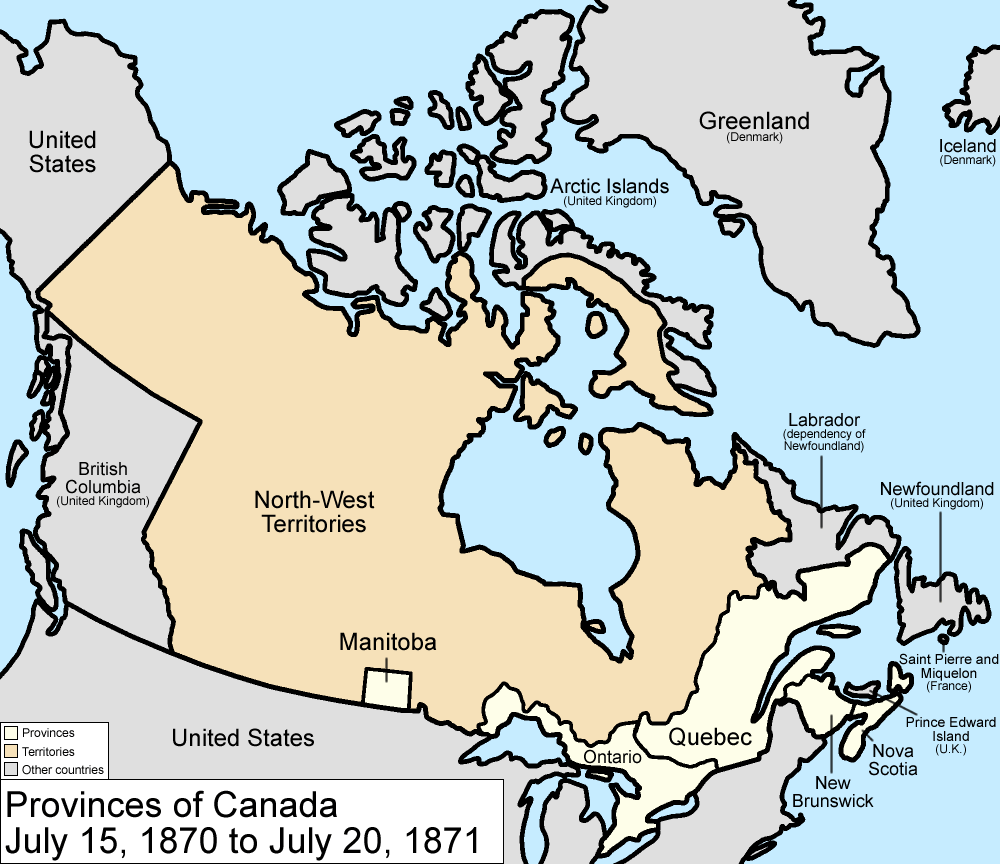
Mapa Kanady w 1870 roku; Terytoria Północno-Zachodnie zaznaczone kolorem pomarańczowym

Terytoria Północno-Zachodnie i Ziemia Ruperta były krainami geograficzno-historycznymi w północnej części Ameryki Północnej. Ziemia Ruperta kontrolowana była przez brytyjską Kompanię Zatoki Hudsona, a Terytoria Północno-Zachodnie przez kanadyjską (z siedzibą w Montrealu) Kompanię Północno-Zachodnią. Od czasu połączenia obu kompanii w 1821 oba regiony zaczęto określać wspólną nazwą Terytoriów Północno-Zachodnich.
W 1870 zgodnie z umową pomiędzy rządem Kanady a Kompanią Zatoki Hudsona, całe terytorium zostało przekazane temu krajowi i włączone do niego jako Terytoria Północno-Zachodnie. W tym samym roku wykrojono z nich prowincję Manitoba. W 1905 powstały kolejne dwie: Alberta i Saskatchewan. Z pozostałej części Terytoriów, na północ od 60°N z czasem wydzielono kolejne dwa terytoria Jukon, a w 1999 Nunavut.

## Struktura polityczna i administracyjna terytorium
W Terytoriach Północno-Zachodnich nie działają partie polityczne. Całe terytorium podzielone jest na 19 jednomandatowych okręgów wyborczych, w których wybierani są przedstawiciele do Zgromadzenia Legislacyjnego Terytoriów Północno-Zachodnich (Legislative Assembly of the Northwest Territories). Spośród tych 19 osób w wyniku wewnętrznych decyzji wybierane są osoby premiera (do 1994 r. funkcja ta była nazywana Government Leader – przewodniczący rządu) i marszałka zgromadzenia. Następnie spośród pozostałych 17 deputowanych tworzony jest siedmioosobowy gabinet. Członkowie gabinetu kierują ministerstwami:
- Department of Education, Culture & Employment – Departament Edukacji, Kultury i Zatrudnienia;
- Department of Finance – Departament Finansów;
- Department of Health & Social Services – Departament Zdrowia i Spraw Socjalnych;
- Department of Justice – Departament Sprawiedliwości;
- Department of Ministry of Aboriginal Affairs – Departament ds. Ludności Rdzennej;
- Department of Municipal & Community Affairs – Departament ds. Miast i Samorządów;
- Department of Public Works & Services – Departament Robót Publicznych i Usług;
- Department of Resources, Wildlife & Economic Development – Departament Zasobów Naturalnych, Przyrody i Rozwoju Gospodarczego;
- Department of Transportation – Departament Transportu.

Pozostali deputowani tworzą opozycję.
Przedstawicielem głowy państwa, a zarazem rządu federalnego jest pełnomocnik – komisarz, który spełnia rolę podobną jak gubernator porucznik w prowincjach.
Taki system sprawowania władzy obowiązuje dopiero od 1980, wcześniej całą władzę administracyjną w prowincji sprawował komisarz.

## Podział terytorialny
W Terytoriach istnieje:
- 5 miast – w tym 1 typu city i 4 typu town.
- 1 wioska – village
- 13 osad – 10 typu hamlet i 3 settlement
- 3 wydzielone gminy – charter community
- 10 wydzielonych zarządów – designated authority

Ludność tych jednostek administracyjnych rzadko przekracza 1000 osób, a większości wynosi pomiędzy 300 a 800 osób.

## Demografia
Narodowości wg spisu z 2001 roku. Możliwe było podanie więcej niż jednej narodowości (w rezultacie wyniki nie sumują się do 100%).
- Indianie – 36,0%
- Kanadyjczycy – 19,6%
- Anglicy – 16,6%
- Szkoci – 14,0%
- Irlandczycy – 12,0%
- Inuici – 11,2%
- Francuzi – 10,4%
- Niemcy – 8,1%
- Metysi kanadyjscy – 8,0%
- Ukraińcy – 3,4%
- Polacy – 1,75%

## Religia
Struktura religijna (2011):
- katolicy – 38,7%,

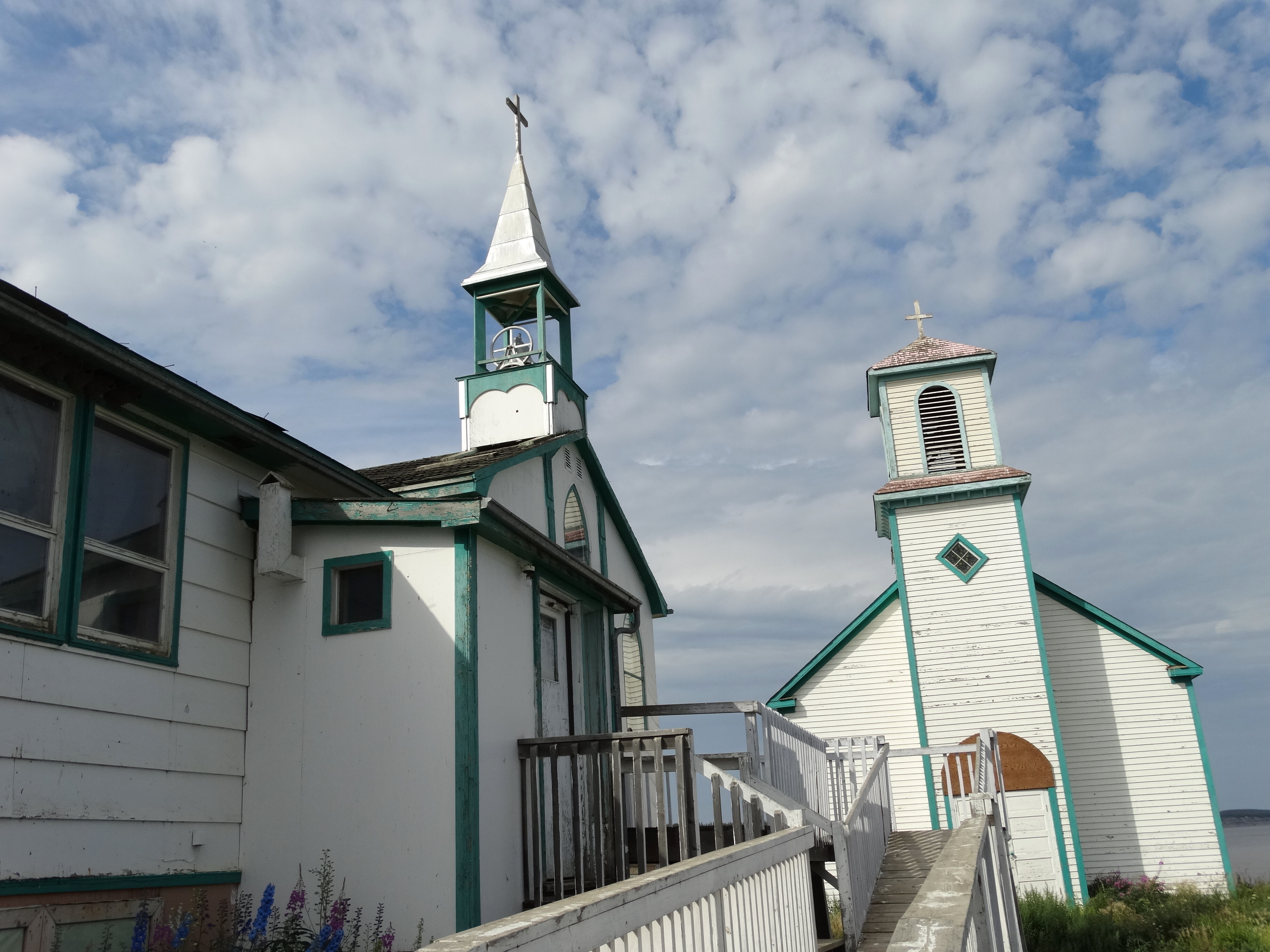
Kościół Anglikański w Tsiigehtchic

- brak religii – 30,5% (agnostycy – 0,2% i ateiści – 0,12%),
- protestanci:
  - anglikanie – 10,2%,
  - Zjednoczony Kościół Kanady – 2,6%,
  - zielonoświątkowcy – 2,2%,
  - baptyści – 1,3%,
- pozostali chrześcijanie – 10,5% (w tym nieokreśleni i mniejsze grupy protestanckie),
- tradycyjne religie plemienne – 1,2%,
- muzułmanie – 0,67%,
- buddyści – 0,42%,
- prawosławni – 0,33%,
- świadkowie Jehowy – 0,27%,
- bahaiści – 0,23%,
- mormoni – 0,2%,
- hinduiści – 0,17%,
- żydzi – 0,09%,
- pozostałe religie – 0,4%.

## Gospodarka

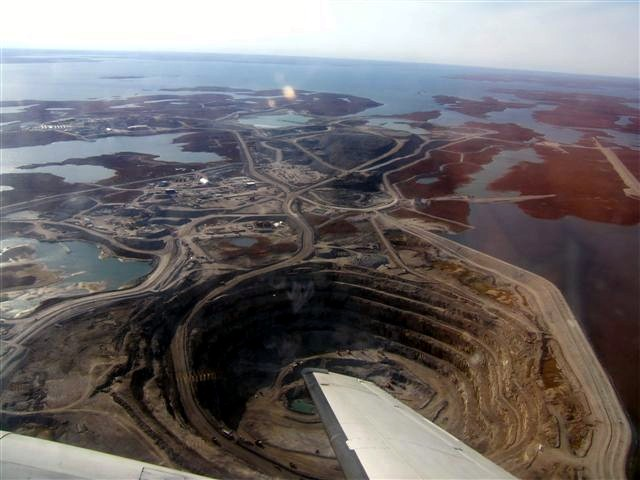
Kopalnia diamentów Diavik

Gospodarka Terytoriów oparta jest na górnictwie i przetwórstwie minerałów. Ważną jego gałęzią jest wydobycie diamentów. Terytoria są piątym w świecie producentem surowca kontrolując 6% rynku. Duża część produkcji obrabiana jest na miejscu. Także wydobycie metali szlachetnych oraz paliw ma duże znaczenie dla gospodarki Terytoriów.
Turystyka, wędkarstwo i łowiectwo oraz rękodzielnictwo są tradycyjnymi gałęziami gospodarki terytoriów, dającymi zatrudnienie rodzimym mieszkańcom terytoriów.
Udział poszczególnych gałęzi gospodarki w dochodzie terytorium:
- 50% – wydobycie i obróbka diamentów
- 26% – ropa naftowa
- 16% – złoto
- 5% – turystyka
- 1% – gaz ziemny
- 1% – rybołówstwo i łowiectwo
- 1% – rękodzieło artystyczne